# 石井亮一
石井亮一（1867年6月27日—1937年6月14日），是一位出身佐賀的特殊教育推廣家。

## 生平

### 早年生活
慶應三年（1867年），石井亮一出生於今日佐賀縣佐賀市水ヶ江地區；他的父親是佐賀藩士石井忠泰，母親名叫馨子，家中包括他共有6個兒子。他的家族屬於肥前國的武家士族肥前石井氏；在他年少時，他的家庭被賜與一座位在佐賀城內的官方宅邸，並一同居住其中。當時，他因學習表現優秀而受讚賞，但因身體被判定不夠強健，而在父親意向下成為藩主專屬醫師家族大須賀家的養子。隨後，他進入佐賀縣立佐賀中學校就讀，並被先前藩主鍋島家選拔為獎學生之一。稍後，在申請進入工部大學校過程中，他在理學檢查項目獲評為不及格；但是，在不願放棄成為科學家的夢想下，他決定轉向哥倫比亞大學，並因而進入立教大學學習英語。

### 從事女子教育
在就讀於立教大學時，他與該校創辦者惠主教締結深入的師徒關係，並因受其教導感召而經洗禮成為基督徒。畢業後，他再度進行留學前理學檢查，但又獲評為不及格，並最終放棄出國念頭。隨後，他決定進入母校所附屬的立教女學校擔任教諭；後來，他更在24歲時掌握校務主導權，並開始從事於其改革事務。濃尾地震發生後，許多在震災中失去父母的少女陷入人口販賣危機之中，他在聞訊後因其信念遽然挺身而出，與石井十次一同協助救援孤兒。
隨後，他捐出個人財物，並在聖公會資助及荻野吟子（近代日本女性醫師先驅、女權運動家）提供自宅作場地下陸續開辦「聖三一孤女學院」及其所屬幼稚園、小學部、高等女學校部等機構，以收容失親少女並施以教育。

### 心智障礙兒童教育
在他所保護的失親少女中，有兩位出現了智能發展遲緩的現象；他因而開始深入關心她們，但是，在當時的日本社會裡，發生如此情況的人總是被以「白痴」稱呼，更經常被以暴力侵害其人權。在決意解決如此問題下，他兩次渡海前往美國，在當地各處大學及圖書館鑽研相關資訊，並向兒童認知障礙專家Édouard Séguin的遺孀學習生理學教育法等知識。此外，他會見海倫·凱勒以更加深入了解身心障礙相關問題。歸國後，為了將研究成果付諸實踐，他將聖三一孤女學院就地革新重組為「瀧乃川學園」，使其成為一所心智障礙者的特殊教育機構。

### 事業經營
不久，他在事業上與育有智能障礙子女且喪夫的渡辺筆子（男爵渡辺清的大女兒，畢業於東京女學校，曾留學於歐洲並就讀於華族女學校，近代日本女子教育先驅）相識；筆子更受其性情吸引，並最終決定與其再婚，且於此後奉獻畢生於智能障礙者的保護、教育及生存；同時，他的事業也在妻子的輔助下逐漸拓展。

### 克服危機
1921年，瀧乃川學園發生火災並導致數名學童死亡，石井夫婦因感到須為該起事故負責而計畫關閉學園；後來，在貞明皇后等有心人士的鼓勵捐助下，他們決定繼續進行其事業。
在經濟大恐慌波及日本後，學園因而背負巨大負債，他隨即將個人大部分財產捐出，並因而導致其家族瀕臨破產。
雖然如此，石井亮一與其事業逐漸廣為人知，並被委託以相關政府職務。1934年，他參與創立「日本精神薄弱兒愛護協會」，並被推舉為首任會長。
1937年，他的身體健康快速惡化，秩父宮雍仁親王夫婦也在前往學園拜訪時警覺並囑咐其保重調養；然而，他還是在6月14日過世，其遺體也依其遺囑全身捐贈。

## 軼事
- 石井亮一因日本早期只有丸善雄松堂（英语：丸善雄松堂）等書店有進口外國書籍而成為其常客。
- 他曾拒絕收受來自財閥的捐獻，並獲得來自妻子的認同與支持。
- 他與妻子長年起居於學園內宿舍中的和室。

## 流行文化

### 電影
- 《筆子・その愛 -天使のピアノ-》[2]（2007年）